# 3797 Ching-Sung Yu
3797 Ching-Sung Yu eller 1987 YL är en asteroid i huvudbältet som upptäcktes den 22 december 1987 av Oak Ridge-observatoriet. Den är uppkallad efter den kinesiske astronomen Ching-Sung Yu.
Asteroiden har en diameter på ungefär 11 kilometer och den tillhör asteroidgruppen Themis.